# Церква Святої Трійці (Антарктика)
Церква Святої Трійці (рос. Церковь Святой Троицы) — православна церква РПЦ на острові Кінг-Джордж (Південні Шетландські острови) в Антарктиці, неподалік російської полярної станції Беллінсгаузен. Церква має висоту 15 м і вміщає до 30 осіб. Зараз храм є патріаршим обійстям Троїце-Сергієвої лаври.

## Робота храму

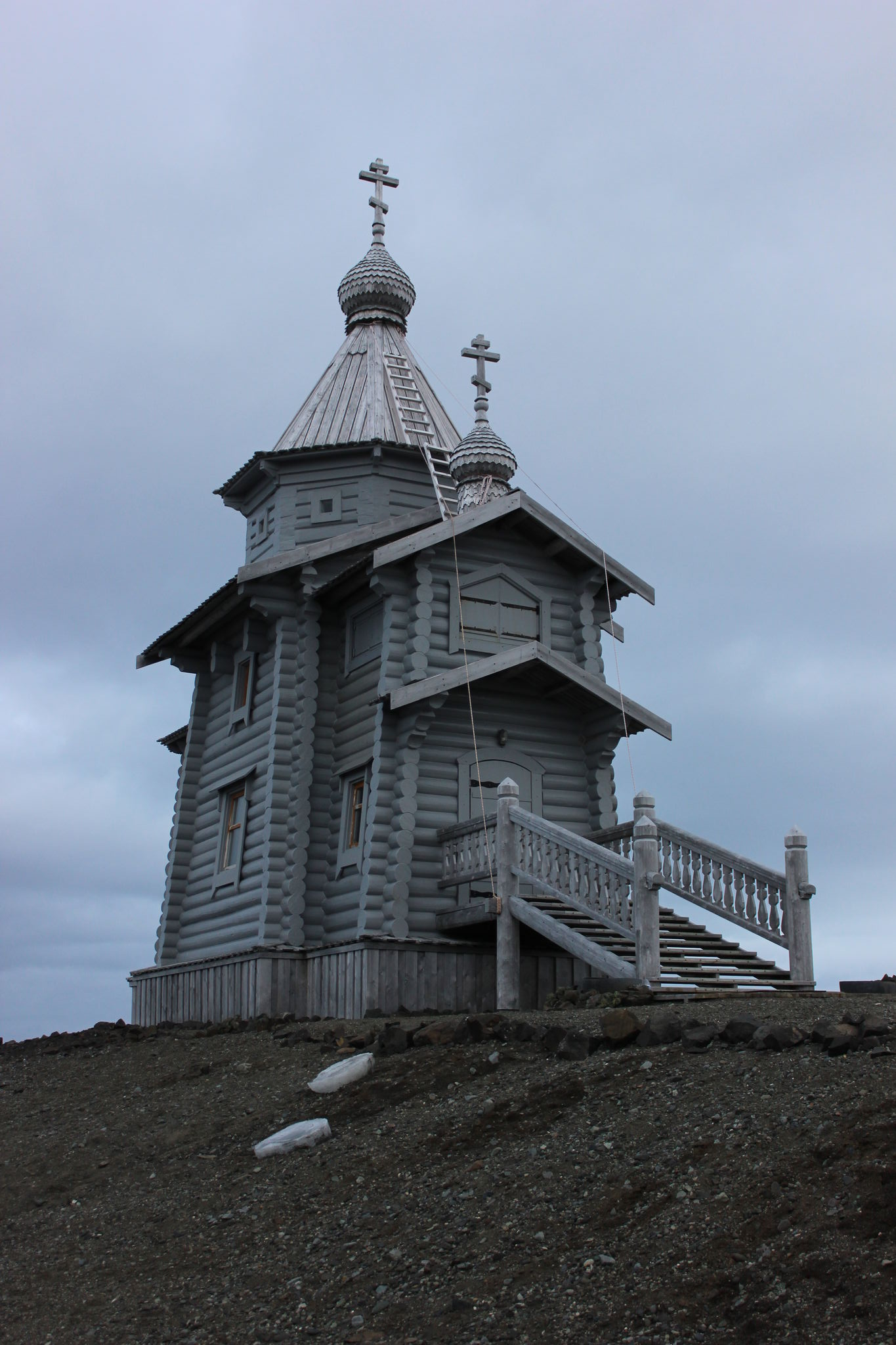
Зовнішній вигляд церкви

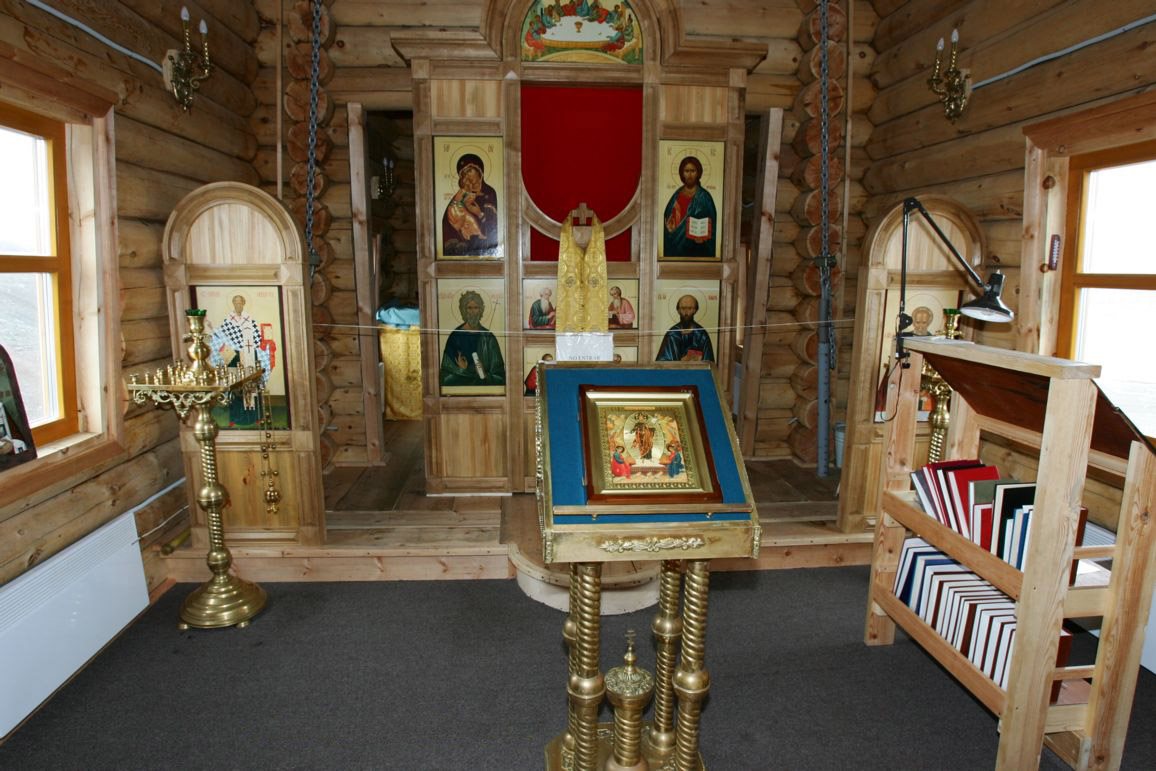
Внутрішній вигляд в 2005 році

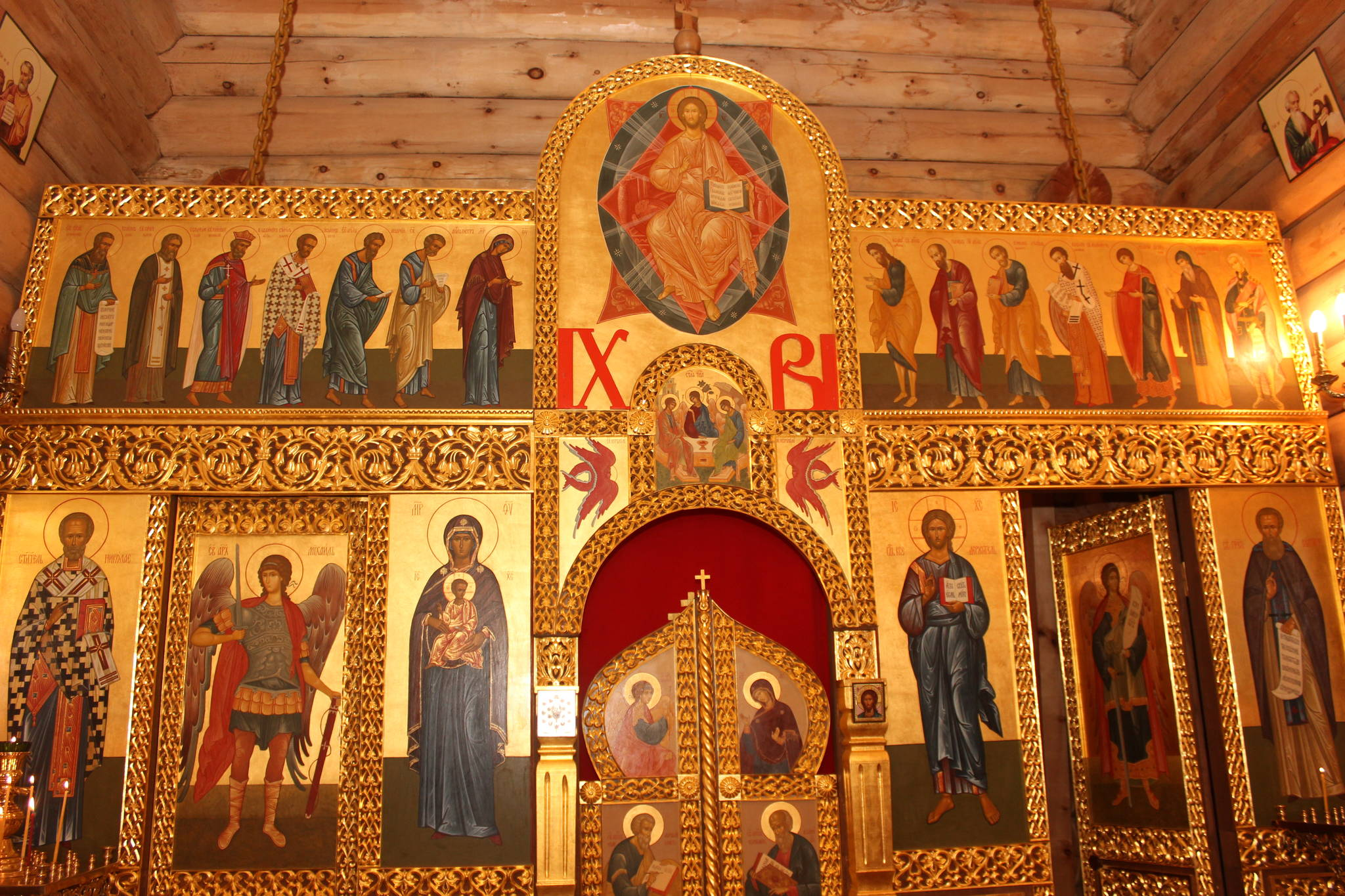
Внутрішній вигляд в 2015 році

Першим настоятелем антарктичного храму став 30-річний ієромонах Калістрат (Романенко), насельник Троїце-Сергієвої лаври, в минулому — скитоначальник скиту на острові Анзерський, який знаходиться в Соловецькому архіпелазі. Він провів більше року на антарктичному острові, повернувшись у Росію в березні 2005, після того як йому на зміну прибули двоє інших ієромонахів тієї ж лаври, Гавриїл (Богачихін) і Володимир (Петраков), щоб також провести рік в Антарктиці.
З тих пір священики (лаврські ієромонахи) в церкві змінювалися щороку, приблизно за таким самим графіком, як і працівники антарктичних наукових станцій. Проте багато хто з них побували на антарктичному посту неодноразово: на третій рік (2006) антарктичним священнослужителем знову був о. Калістрат, а на четвертий (2007) — знову о. Володимир, в цей раз з о. Сергієм (Юріним). 2014 року в храмі служив о. Софроній (Кирилов), 2015 року його замінили ієромонах Веніамін (Мальцев) і диякон Максим (Герб).
У число обов'язків священика входить служба в храмі і поминання 64 російських полярників, які загинули в ході вивчення Антарктиди.
Фінансував проект Петро Задиров, у минулому полярник і парашутист, чия авіакомпанія «Полюс» з 1990-х років постачає вантажі на полярні станції.
Церква Святої Трійці вважалася найпівденнішим православним храмом у світі. Нині ще південніше розташована каплиця святого Іоанна Рильського на болгарській станції «Святий Климент Охридський» (острів Смоленськ) і каплиця Святого рівноапостольного князя Володимира на українській станції «Академік Вернадський». Проте, Церква Святої Трійці була і залишається найпівденнішим постійно діючим православним храмом.

## Поточні події
29 січня 2007 року в цьому храмі відбулося перше в Антарктиці вінчання росіянки Ангеліни Жулдибіної і чилійця Едуардо Аліага Ілабака, який працює на чилійській антарктичній базі.. 21-25 лютого храм відвідав глава Синодального військового відділу Української Православної Церкви, архієпископ Львівський і Галицький, Августин та справив молебень щодо успішної роботи експедиції на антарктичній станції РАЕ 51 «Беллінсгаузен»..
У лютому 2009 року, до п'ятирічного ювілею освячення храму, станцію Беллінсгаузен відвідала делегація з Троїце-Сергієвої лаври, в складі якої було декілька священиків, які служили на станції протягом цих 5 років.

## Галерея

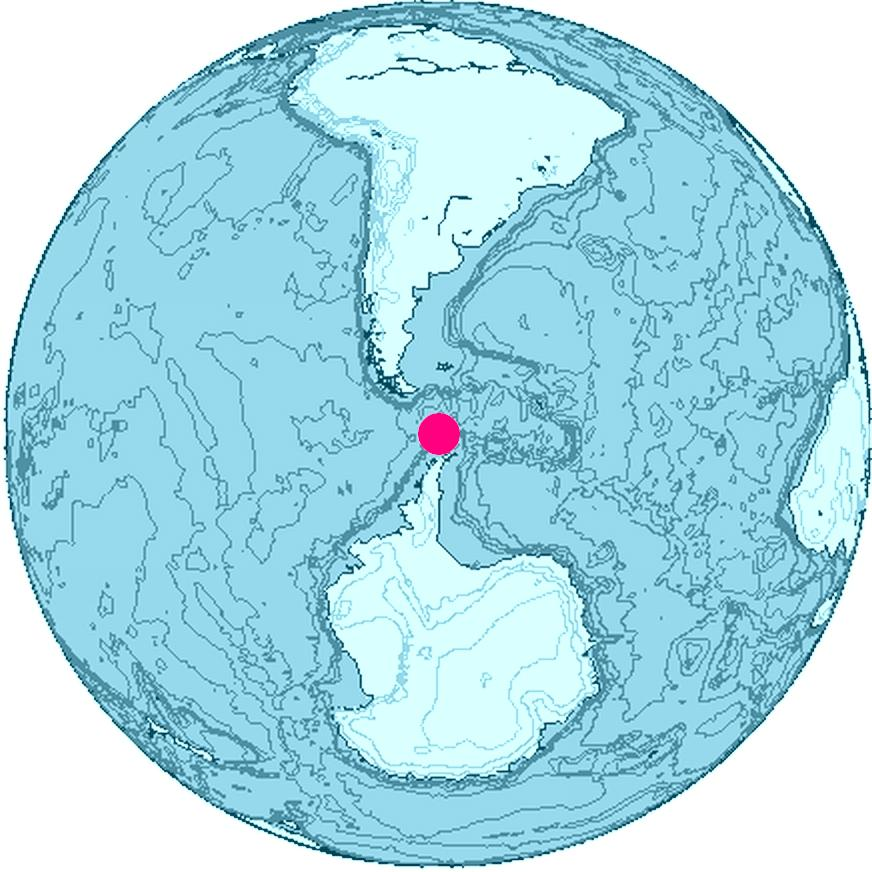
Місцезнаходження церкви
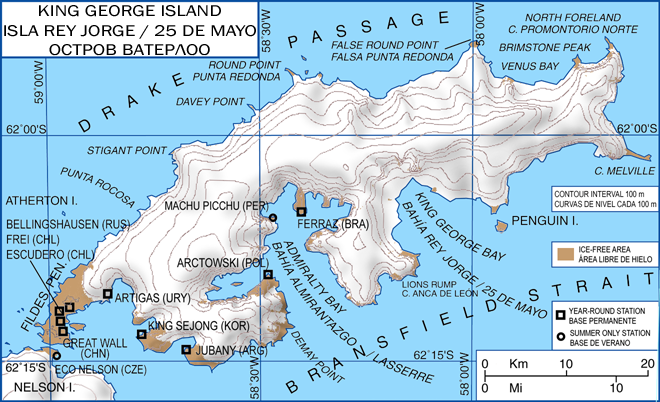
Англо-іспаномовна карта острова Ватерлоо
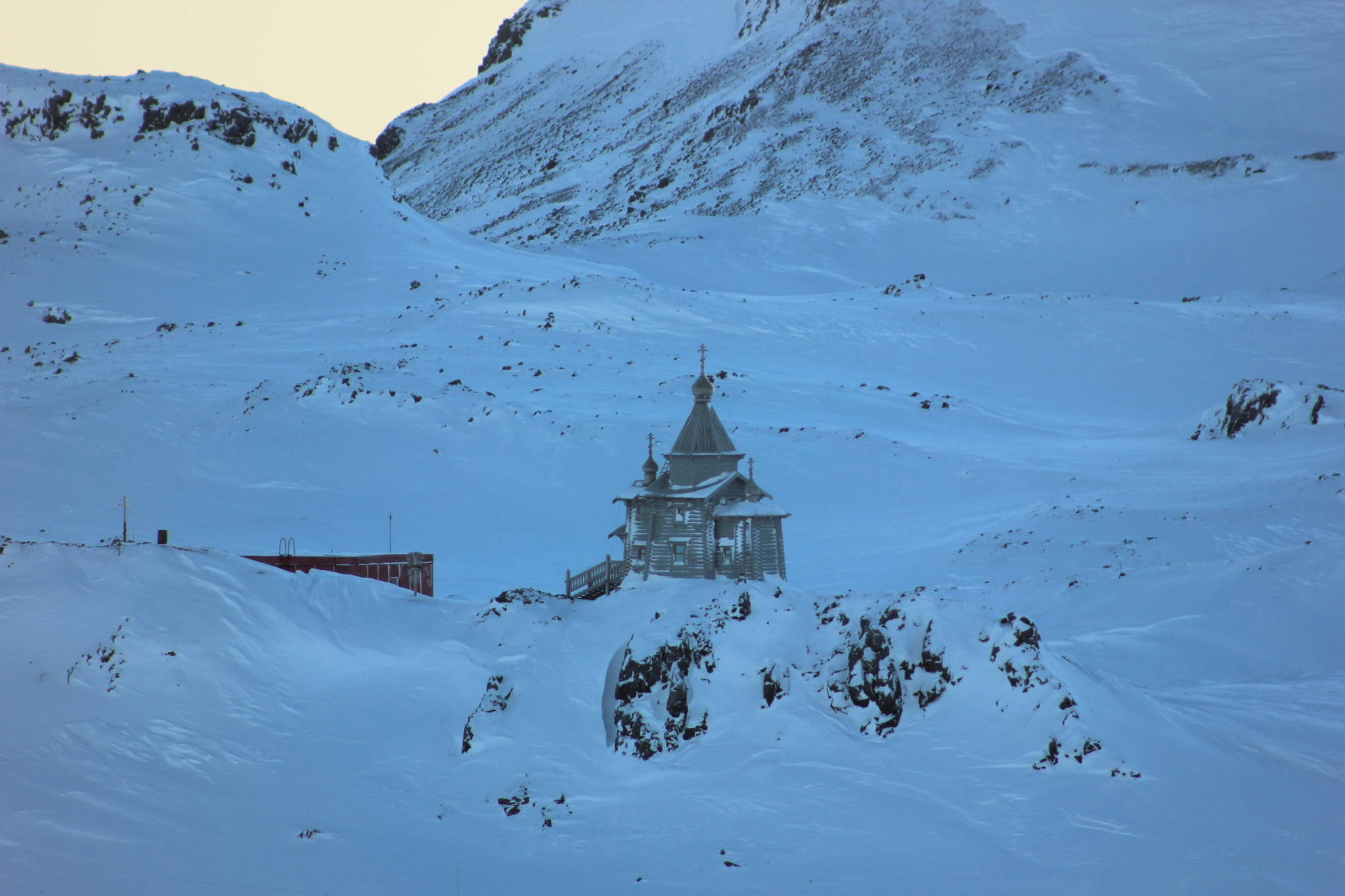
Вид з острова Ардлі
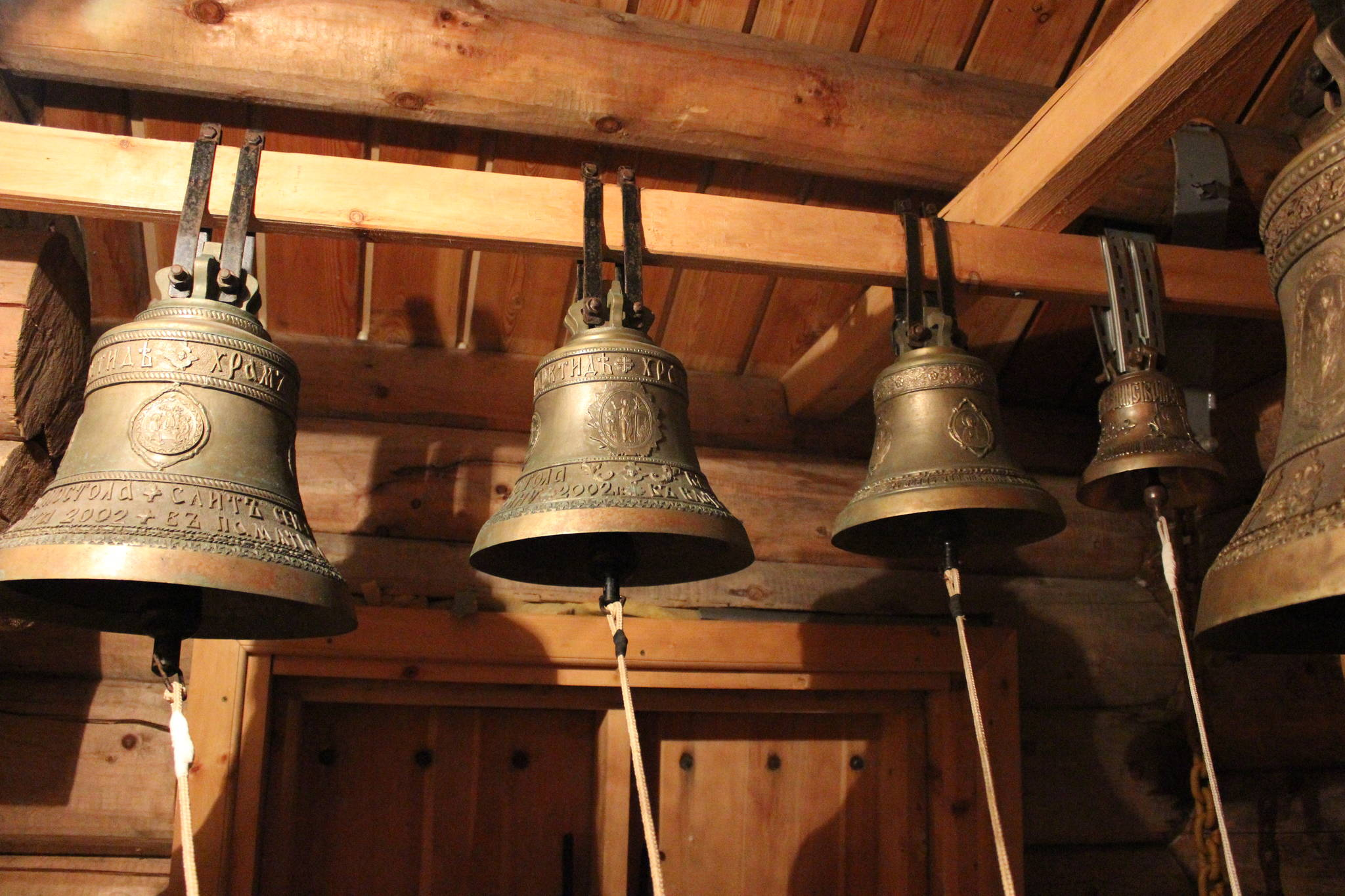
Дзвіниця
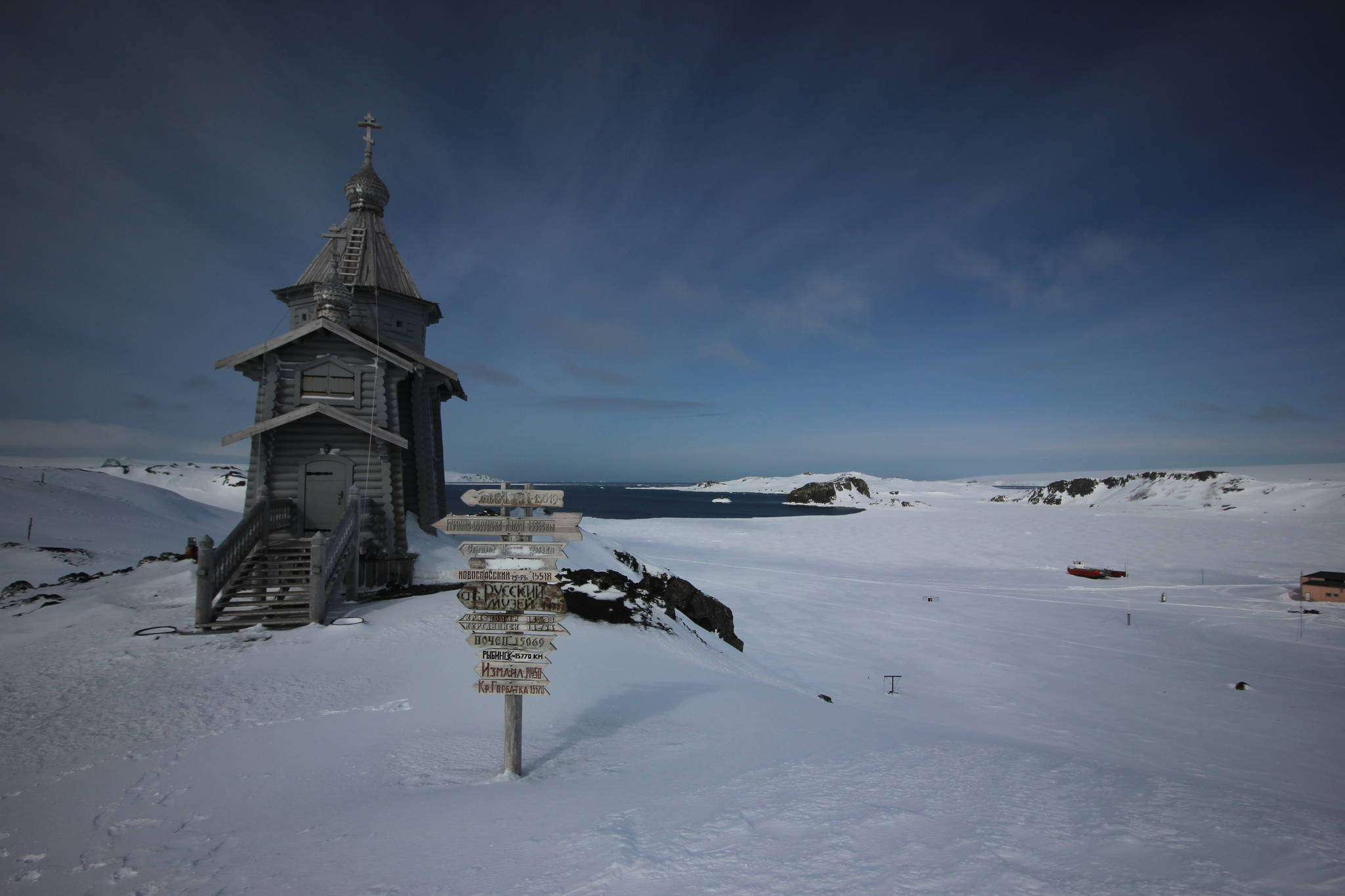